# Brad Delp
Bradley Edward Delp (Peabody, Massachusetts; 12 de junio de 1951-Atkinson, Nuevo Hampshire; 9 de marzo de 2007), conocido como Brad Delp, fue un compositor, cantante y músico estadounidense, famoso por haber sido el cantante de la famosa banda de rock Boston.

## Primeros años
Delp nació y creció en Danvers, Massachusetts el 12 de junio de 1951 y desde la edad de 13 años mostró interés por la música; una de sus inspiraciones fue el ver a The Beatles en The Ed Sullivan Show.
En 1970, formó junto con Tom Scholz y Barry Goudreau el grupo Boston. Había audicionado para obtener el puesto de cantante y se lo dieron sin dudarlo. Delp asimismo contribuyó con guitarras y teclados en varias de las canciones del grupo. Su gran y prodigiosa voz pronto le colocó como uno de los mejores cantantes del género de los años 1970. Delp formó parte de la banda de Goudreau, Return to Zero. 

## Boston
El grupo Boston se crea a mediados de 1969 por el ingeniero del MIT Tom Scholz como guitarrista y principal compositor, además del vocalista Brad Delp, el guitarrista Barry Goudreau y el baterista Jim Masdea. Tras un inicio algo incierto, en el cual presentaron varios demos, el baterista Jim Masdea deja el grupo y es reemplazado por Sib Hashian, además de que el bajista Fran Sheehan se incorpora a las filas del grupo. Es así, como en 1976 y gracias a las composiciones ingeniosas de Scholz, el grupo lanza en 1976 su primer álbum titulado simplemente Boston y colocando inmediatamente éxitos en las listas de popularidad con la clásica «More Than a Feeling» y con «Peace of Mind». El trabajo de Scholz se puede ver, asimismo, en la enigmática «Hitch a Ride», una de las piezas más completas del disco. La extraordinaria voz de Delp es, además, un total acierto y se nota cierta innovación en el sonido del grupo a comparación de otras bandas de la época.

Para 1978, el grupo lanza su segundo álbum titulado Don't Look Back, el cual es de notable menor calidad que su antecesor y no deja muy satisfecho a Scholz, que acusa a la discográfica de haberlo presionado para emitir este material. A pesar de esto el disco alcanza ventas que le llevan al disco de platino y la canción que da título al álbum se convierte en un éxito comercial. Posteriormente comienza un litigio legal entre la discográfica y el grupo que durará años y que obligará a esperar durante ocho años para escuchar el siguiente álbum de Boston. El guitarrista Gary Phil sustituye a Goudreau y Fran Sheehan deja también al grupo. Scholz financia sus grabaciones vendiendo equipo, debido al asunto entre CBS y Boston. En 1982 el baterista Sib Hashian deja al grupo.
En 1986 se lanza, por fin, Third Stage y la canción «Amanda» llega inmediatamente a las listas de popularidad. Este tema consta de un sonido muy distinto a las anteriores: una balada muy de los años ochenta acertada por Scholz y la gran voz de Delp. El álbum alcanza disco de platino. Delp deja Boston en 1990 y es sustituido por Fran Cosmo.
El siguiente álbum de Boston aparece hasta 1994, titulado Walk On y que retoma ciertos sonidos de hard rock de los inicios del grupo. Los arreglos de la canción que titula al disco —dividida en tres segmentos— son considerados excesivos por algunos, pero la canción es una de las mejores piezas compuestas y arregladas por el ingenioso Scholz. Delp regresa al grupo en 1994.
El siguiente trabajo del grupo es Corporate America lanzado en 2002, ya con algunas tendencias pop y otras buenas canciones. Es curioso que participen Fran Cosmo y su hijo Anthony, además de que entra Kimberley Dahme en el bajo y en la voz algunas veces. Jeff Neal (batería) completa una alineación extensa en este álbum.
Fran Cosmo y su hijo dejaron al grupo a principios de 2006 para formar su propia banda dejando en ese momento a Brad Delp como única voz del grupo. Se especuló sobre una posible reunión con Barry Goudreau durante este periodo.
Una de las aportaciones de Tom Scholz es la tecnología Rockman, que fue utilizada por Def Leppard en su álbum Hysteria.

## Vida personal
Delp estuvo casado con Micki Delp y tuvo dos hijos con ella. Durante mucho tiempo estuvo comprometido con su novia Pamela Sullivan.
Brad siempre fue alguien altruista, participando en eventos de caridad y siendo vegetariano durante treinta años.

## Muerte
Delp fue encontrado muerto el 9 de marzo de 2007 en su casa de Nuevo Hampshire. Ese día, en la página oficial del grupo, apareció el siguiente mensaje: «Hemos perdido a una de las mejores personas del rock and roll, el 9 de marzo de 2007, una de las mejores voces en la historia del rock, Brad Delp, falleció en New Hampshire, EE. UU. a los 55 años de edad». Brad Delp se suicidó envenenándose con monóxido de carbono, según las investigaciones policiales y su familia. 
Antes de su muerte, Delp deja notas privadas a todos los miembros de su familia, y una nota pública que decía: «soy un alma solitaria».

## Discografía

### Boston
- 1976: Boston
- 1978: Don't Look Back
- 1986: Third Stage
- 1997: Greatest Hits
- 2002: Corporate America
- 2013: Life, Love & Hope

### Barry Goudreau (Solista)
- 1980: Barry Goudreau

### Orion the Hunter
- 1984: Orion the Hunter

### RTZ
- 1991: Return to Zero
- 1999: Lost
- 2004: Lost and Found

### Delp and Goudreau
- 2004: Delp and Goudreau
- 2007: «Rockin' Away» (sencillo)